# Hexanonitrilo
El hexanonitrilo, llamado también capronitrilo o 1-cianopentano, es un nitrilo cuya fórmula molecular es C6H11N.

## Propiedades físicas y químicas
A temperatura ambiente, el hexanonitrilo es un líquido incoloro con una densidad inferior a la del agua (ρ = 0,809 g/cm³).
Tiene su punto de ebullición a 164 °C y su punto de fusión a -80 °C.
Su solubilidad en agua es de 2500 mg/L; el valor del logaritmo de su coeficiente de reparto, logP = 1,66, indica que es más soluble en disolventes apolares —como el 1-octanol— que en disolventes polares.
El hexanonitrilo es incompatible con agentes oxidantes y reductores, así como con ácidos y bases fuertes.

## Síntesis y usos
El hexanonitrilo se puede sintetizar añadiendo 1-cloropentano a una mezcla de cianuro sódico en dimetil sulfóxido previamente calentada a 90 °C. Dado que la reacción es exotérmica, debe cuidarse que la temperatura no exceda de 160 °C:
Otra forma de obtener hexanonitrilo es por oxidación de 1-hexanamina con peroxidisulfato de tetrabutilamonio, reacción catalizada por formato de níquel-cobre en condiciones acuosas básicas.
Igualmente, la deshidratación de la correspondiente aldoxima —hexanal oxima— usando una combinación de cloruro de tionilo y benzotriazol en diclorometano seco, rinde hexanonitrilo con un rendimiento cercano al 94%; el proceso tiene lugar a temperatura ambiente en un tiempo corto (aproximadamente 20 minutos).
Otra vía de síntesis consiste en someter a la N,N-dimetilhidrazona del hexanal a una oxidación rápida empleando el complejo HOF·CH3CN; el hexanonitrilo así formado es resistente a una ulterior oxidación incluso si hay un exceso de reactivo.
Este nitrilo ha sido estudiado en relación con una nueva cepa bacteriana, denominada ANL-iso2(T), obtenida a partir de un cultivo inoculado con sedimentos de un lago de sosa. Dicha bacteria utiliza distintos nitrilos —entre ellos el hexanonitrilo— como su único sustrato de crecimiento. El desarrollo en los nitrilos tiene dos fases, siendo la primera una rápida hidrólisis inicial del nitrilo a la correspondiente amida, ácido carboxílico y amoníaco, seguida de la lenta utilización de dichos productos con el consiguiente crecimiento de la biomasa.
En cuanto a sus usos, se ha propuesto la utilización de este nitrilo en composiciones que contienen negro de carbón, material con múltiples aplicaciones tales como colorante y material conductor eléctrico, así como relleno en tintas de impresión, pinturas, cosméticos y baterías.
También el hexanonitrilo puede emplearse en la fabricación de cristal de sulfuro y de cerámica de este mismo material.

## Precauciones
Este compuesto es un producto inflamable que tiene su punto de inflamabilidad a 43 °C. Al arder puede emitir gases tóxicos tales como óxidos de nitrógeno y monóxido de carbono.
Es un producto irritante: causa irritación en piel, ojos, membranas mucosas y aparato respiratorio.